# دانشگاه نورث وسترن قطر
دانشگاه نورث وسترن در قطر (NU-Q) که همچنین با نام نورث وسترن قطر نیز شناخته میشود، پردیس دانشگاه نورث وسترن در شهر آموزشی، دوحه قطر است که با مشارکت بنیاد قطر در سال ۲۰۰۸ تأسیس شد.
پردیس نورث وسترن قطر در تحصیلات آزاد هنر و رسانه (ارتباطات)، ارتباطات، روزنامه‌نگاری و ارتباطات استراتژیک مدرک کارشناسی ارائه می‌دهد.

## تاریخچه
در سال ۲۰۰۶ که بنیاد آموزشی، علومی و توسعه جامعه قطر ازاین دانشگاه درخواست کرده‌بود، نورث وسترن در سال بعد موافقت کرد که دانشگاه خود را در شهر آموزشی دوحه راه اندازی کند. کلاس تحلیلی NU-Q برای سال ۲۰۱۲ آموزش خود را از اوت ۲۰۰۸ آغاز کرد. کلاسهای اضافی هر ساله افزایش می‌یابد و این دانشگاه با سازمانهای محلی ارتباط بیشتری برقرار می‌کند، با گروه‌های رسانه ای همکاری می‌کند و با نوآوری‌های منطقه‌ای همکاری می‌کند تا فرصت‌های آموزشی و حرفه ای بیشتری برای دانشجویان خود ایجاد کند.
تعدادی از روزنامه نگاران، دانش پژوهان و متخصصان برجسته رسانه به عنوان دانشجو و استاد به دانشگاه نورث وسترن قطر دعوت شده‌اند، از جمله فرید زکریا از سی‌ان‌ان، روزنامه‌نگار اوان اوسنوس از نیویورکر؛ روزنامه‌نگار تلویزیونی تیم سباستین؛ روزنامه‌نگار ایرانی-آمریکایی رکسانا صابری؛ کارلوس ون میک، رئیس سابق تولید الجزیره انگلیسی؛ آرتور سولزبرگر، ناشر نیویورک تایمز؛ جف کول، رئیس پروژه جهانی اینترنت؛ رامی خووری، سردبیر مجله دیلی استار بیروت و سوفیا آل ماریا، نویسنده و فیلم‌ساز.
این دانشگاه اولین دوره دانشجویان این دانشگاه در بهار ۲۰۱۲ فارغ‌التحصیل‌شدند.

## برنامه‌های دانشگاهی
برنامه درسی برای کسب مدرک کارشناسی علوم ارتباطات براساس دانشکده ارتباطات دانشگاه نورث وسترن در پردیس اوانستون دانشگاه نورث وسترن است. دانشجویان ارتباطات در دانشگاه نورث وسترن قطر در رشته صنایع و فناوری های‌رسانه‌ای تحصیل می‌کنند که تلفیقی از عناصر رشته‌های مطالعات ارتباطات و رشته‌های رادیو / تلویزیون / فیلم که در پردیس دانشگاهی دانشگاه نورث وسترن در ایالات‌متحده ارائه می‌شود است.

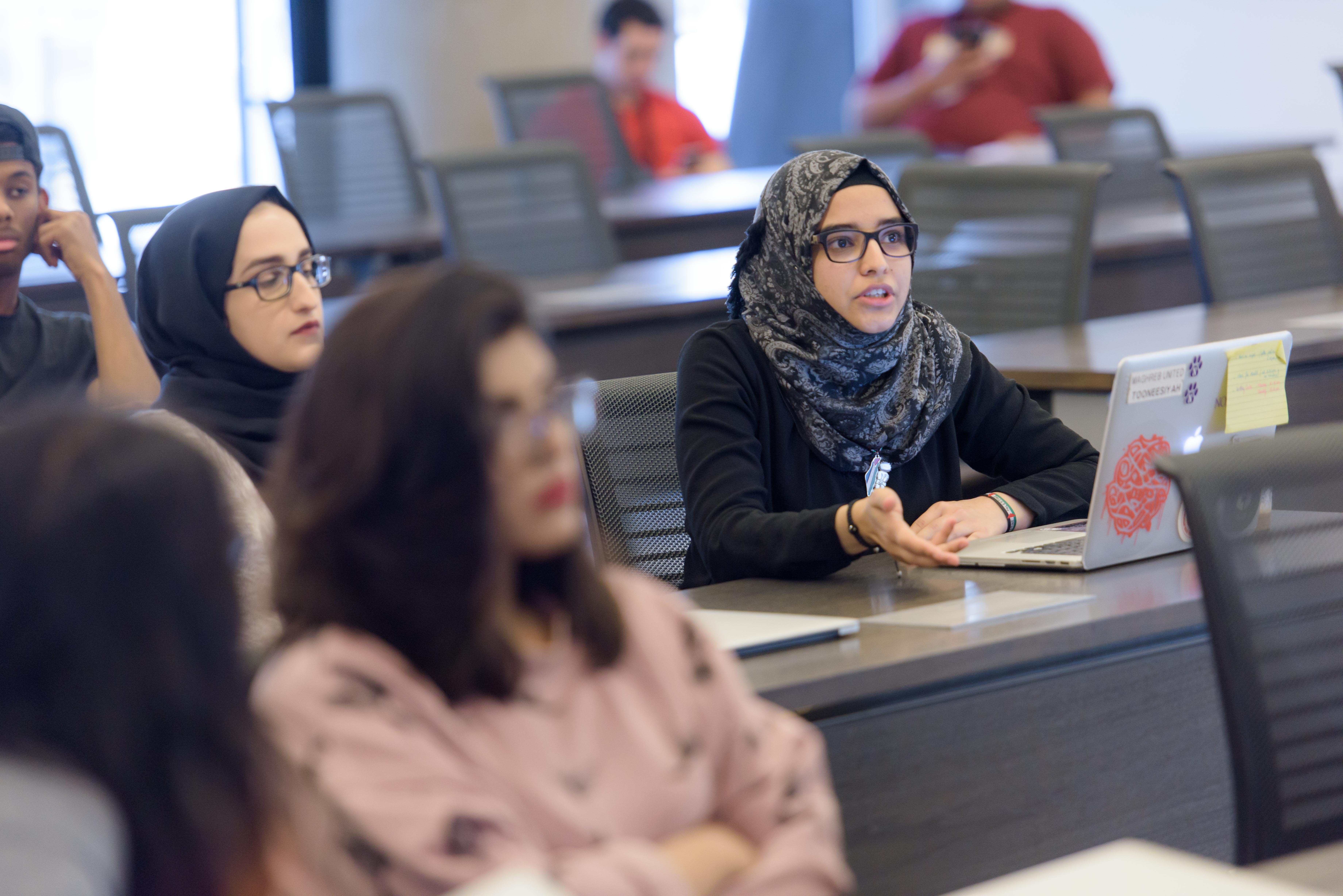
کلاس درس در دانشگاه نورث وسترن قطر

برنامه درسی کارشناسی علوم روزنامه‌نگاری از دانشکده روزنامه‌نگاری، رسانه، ارتباطات بازاریابیی یکپارچه در پردیس اوانستون در دانشگاه نورث وسترن قطر گرفته شده‌است. این برنامه از سوی شورای اعتباربخشی آموزش در روزنامه‌نگاری و ارتباطات جمعی معتبر شناخته‌می‌شود. دوره‌های هنرهای آزاد توسط کالج علوم و هنرهای وینبرگ نورث وسترن ارائه می‌شود.

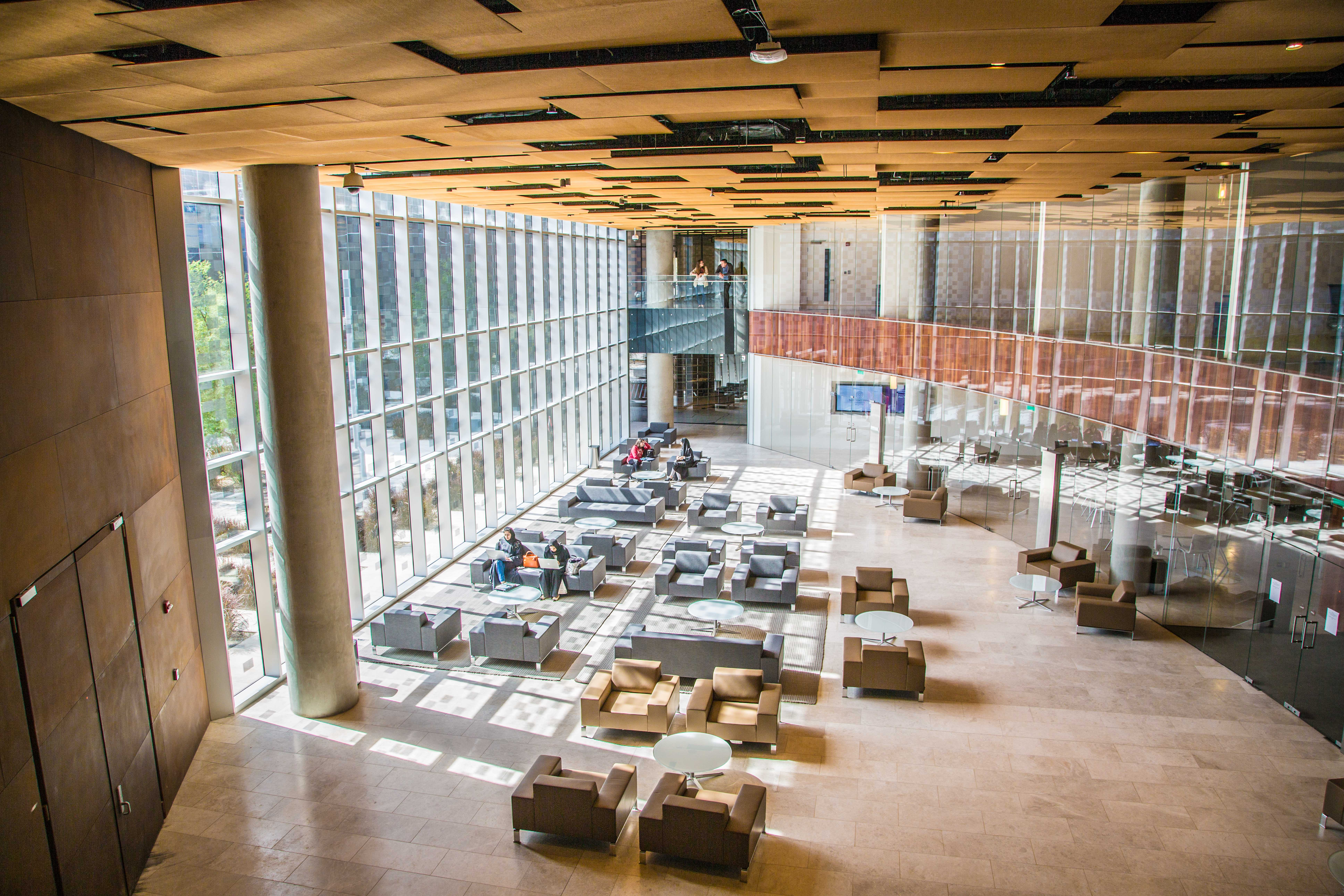
دانشگاه نورث وسترن پردیس قطر

پردیس قطر نورث وسترن یکی از بهترین مدارس روزنامه‌نگاری و ارتباطی در جهان است.

## دانشجویان و زندگی دانشجویی

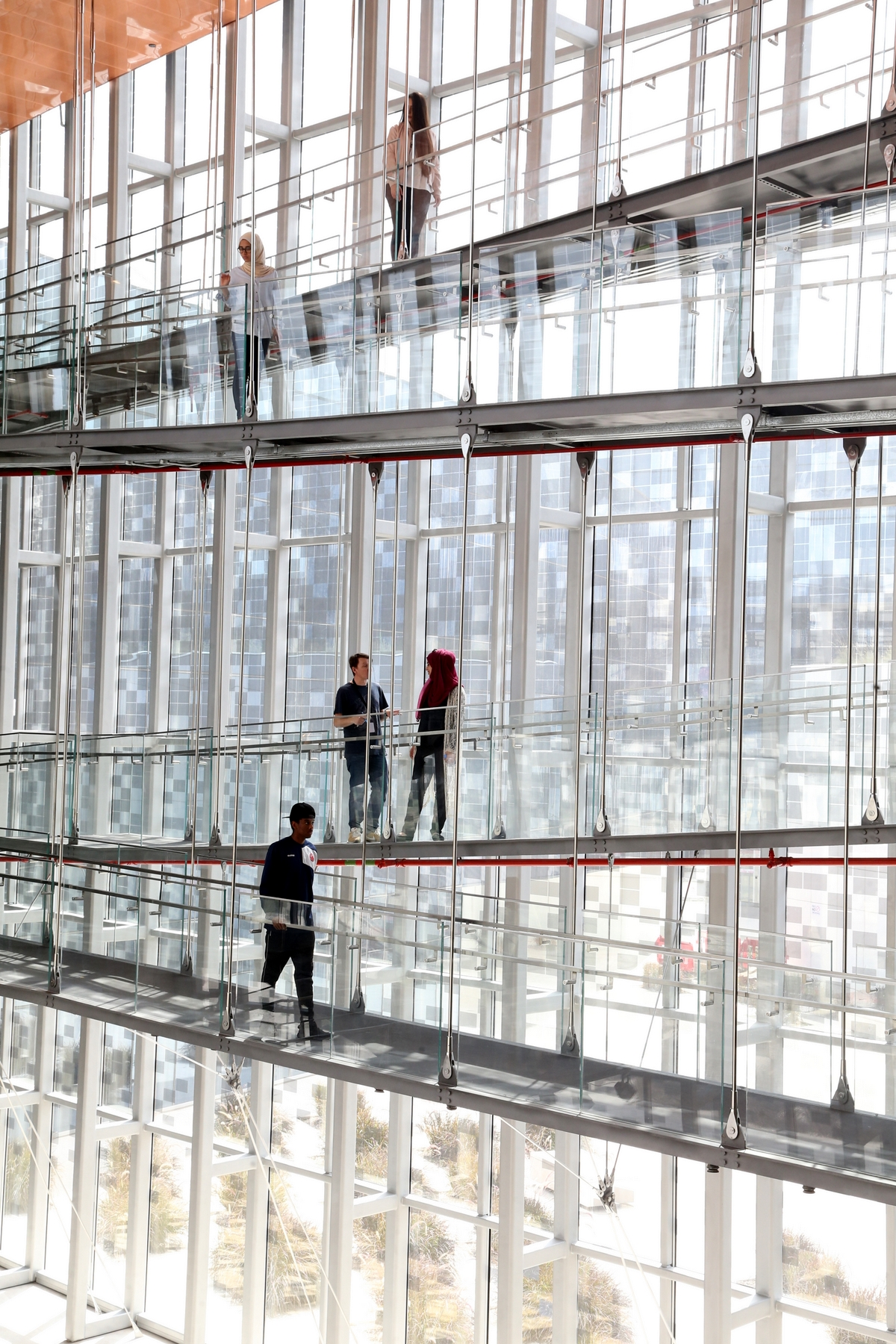
دانشگاه نورث وسترن پردیس قطر

### برنامه‌های پیش‌دانشگاهی
دانشگاه نورث وسترن قطر یک برنامه رسانه ای تابستانی بایگانی‌شده  در ۲۰۱۷-۱۰-۱۶ توسط Wayback Machine سالانه را با تلفیق جنبه‌های روزنامه‌نگاری و برنامه‌های استراتژیک ارتباطات و برنامه‌های ارتباطاتی به دانش‌آموزان دبیرستانی ارائه می‌دهد. دانشگاه نورث وسترن قطر همچنین در طول سال تحصیلی به‌طور دوره ای کارگاه‌های آموزشی برای دانش آموزان دبیرستانی ارائه می‌دهد.

## منابع مالی

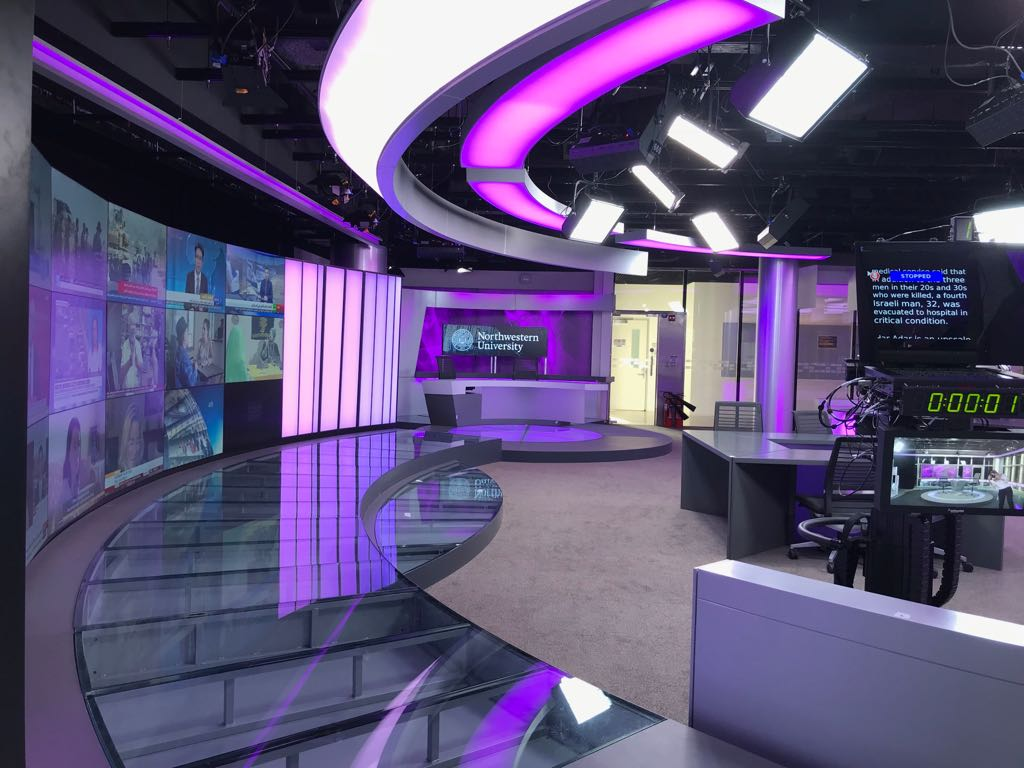
اتاق خبر کاملاً خودکار دانشگاه از پیشرفته‌ترین فناوری در پخش و تولید برخوردار است.